# Neuroekonomie

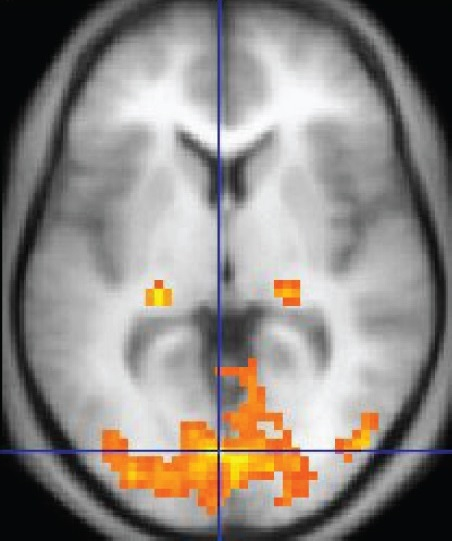
Aktivita mozku, z magnetické rezonance

Neuroekonomie je interdisciplinární obor, který se zabývá studiem lidského jednání a rozhodování, schopností výběru mezi více alternativami a volbou optimálního postupu v určité situaci z pohledu mozkové činnosti. Zkoumá neurální procesy v mozku, jejichž pomocí se snaží podat hlubší vysvětlení vzniku a průběhu lidského rozhodování a faktorů, které ho ovlivňují. Získané poznatky by mohly přispět k rozšíření či úpravě mainstreamových ekonomických modelů, které stojí na zjednodušujících předpokladech dokonalé racionality v rozhodování a maximalizaci očekávaného užitku, ale už nevysvětlují jednání ovlivňované framingem a heuristikami.
Neuroekonomie kombinuje metody zkoumání z neurovědy, experimentální a behaviorální ekonomie, psychologie, biologie a IT, aby předcházela nedostatkům vyplývajících z jednostranného přístupu.

## Úvod
Neuroekonomie se snaží zkoumat, jak lidé vytváří svá rozhodnutí. Tato rozhodnutí souvisejí s preferencemi, se zpracováním informací, výběrem a učiněním nějakého rozhodnutí a vyhodnocováním výsledků těchto voleb. Konkrétní otázky se týkají toho, jaké jsou proměnné, které mozek zpracovává při různých typech rozhodování, a jak se vztahují k výslednému chování. I zdánlivě nedůležitá rozhodnutí mohou být velmi komplexním procesem.
Implikace tohoto druhu výzkumu může vést k objasnění chování v rámci ekonomickém, politickém či zákonodárném. V současnosti se neuroekonomie také zabývá vlivy duševních onemocnění či zranění mozku na lidské rozhodování. Další přínos spočívá v možnosti rozhodnout se mezi alternativními ekonomickými teoriemi chování na základě neurovědní evidence. Ta by také mohla zúžit prostor, v němž jsou uplatnitelné ekonomické hypotézy, kterým je často vytýkána jejich obecnost a schopnost vysvětlit jakékoli chování.
Neuroekonomie využívá poznatků z mnoha jiných věd. Základy, na nichž neuroekonomie staví, vycházejí z behaviorální ekonomie. Průkopníci behaviorální ekonomie Kahneman a Tversky se v 60. letech minulého století začali zabývat základním konceptem neoklasických ekonomických modelů – užitkem. Užitek koreluje s intenzitou přání a preferencí. Je nepřímo měřitelný a preference člověka jsou demonstrovány skrze jeho rozhodnutí. Předpokladem je, že tato rozhodnutí jsou racionální a optimální, přičemž nezávisí na kontextu dané situace. Tato rozhodnutí a preference se pak odrážejí do cen statků, které mohou být považovány za obecný ukazatel preferencí a užitku lidí. Kahneman, Tversky a další však využili při svých výzkumech poznatky psychologie, přičemž prokázali, že tyto předpoklady jsou mnohdy neplatné.
Paralelně se vyvíjela i kognitivní neurověda díky novým možnostem a technologiím, které mohly přesněji mapovat činnost (neurozobrazování) a fungování mozku. Neuroekonomie tedy vznikla díky využití poznatků z těchto obou disciplín. Díky mapování těch částí mozku, které jsou aktivní při těch kterých rozhodovacích procesech, neuroekonomové věří v lepší pochopení podstaty zdánlivě suboptimálních a nelogických rozhodnutí. Volby člověka fungují jako mozkový algoritmus, který však může být zásadně ovlivněn při různých duševních nemocech či poškozeních mozku.

## Historie neuroekonomie
Behaviorální ekonomové se snažili vytvářet alternativní modely ke klasickým modelům lidského jednání a volby. Cílem bylo vytvořit alternativní teoretický přístup, který by byl schopen predikovat lidské chování a především metodologii pro testování těchto teorií. Jeden alternativní přístup byla analýza systémů s dvěma agenty, například interakce firmy a pracovníků, které najímá. Dále se také využívaly poznatky z evoluční psychologie, která klade důraz na heuristiky přizpůsobené evoluci, přičemž tyto modely popisovaly trade-off mezi efektivní volbou a výpočetní komplexitou, což by mohlo být využitelné při vytváření teorií o mozkových procesech.
V rámci neurovědy, kognitivní psychologie a behaviorální ekonomie však tyto modely vyvolávaly určité napětí. Neurovědcům šlo především o zkoumání algoritmů voleb. Cílem bylo popsat neurobiologický hardware ovlivňující chování a volby v situacích od percepčního jednání až po více komplikované situace. Chyběl jim ale teoretický rámec, do kterého by tato neurální měření mohli zasadit.

## Nástroje analýzy neuroekonomie

### Zobrazovací techniky

#### Pozitronová emisní tomografie (PET)
Nejprve je do krve vpraven radioaktivní izotop vyzařující pozitrony. Je-li izotop navázán kupř. na cukr, je transportován k tkáním, které v daném časovém okně potřebují energii, dojde tedy k místní akumulaci radioaktivní látky, jež při své anihilaci vydá záření, které je detekováno přístrojem. Lze tedy funkčně zobrazit dynamiku přísunu krve různým oblastem (mozku).

#### Jednofotonová emisní tomografie (SPECT)
Obecně využívá podobného principu jako PET a zobrazuje prostorové rozložení podané radioaktivně označené látky v těle.

#### Nejfrekventovanější techniky funkční magnetické rezonance (fMRI)
Detekují pomocí silného magnetického pole mj. změny úrovně průtoku okysličené krve. Opět při odůvodněném předpokladu, že vyšší aktivita určité oblasti mozku vyžaduje vyšší přísun energie a neurony získávají energii z kyslíku a cukru, lze očekávat, že nárůst průtoku krve v určité oblasti je spjat s nárůstem aktivity právě této oblasti.

#### Transkraniální magnetická stimulace (TMS, či rTMS)
Dokáže v relativně omezeném místě uniformně aktivovat mozkovou tkáň (dojde k depolarizaci akčního potenciálů v neuronech), čímž vyvolá časově omezené „vypnutí“ dané tkáně. rTMS využívá opakování signálů, což vyvolá dlouhodobější efekt (v závislosti na užité frekvenci a intenzitě lze u příslušné mozkové tkáně zvýšit či snížit její budivost).
Využívá se rovněž experimentální práce s mozky našich blízkých evolučních příbuzných. Poškozením vymezené oblasti, stimulací jediného neuronu či jejich skupin, nebo genetickou manipulací, lze nahlédnout do průběhu neurálních mechanismů, což by v případě lidí nikdy nebylo možné.

## Hlavní výzkumné oblasti v neuroekonomii

### Rozhodování v situaci rizika a nejistoty
V mainstreamové ekonomii převažuje teorie maximalizace očekávaného užitku. Ekonomičtí agenti se rozhodují podle pravidel racionální volby. Rozhodování ovšem není jednotným procesem, naopak sestává z řady komplexních procesů, které vždy neprobíhají stejným způsobem.
Riziko je definováno jako nejistota možného výsledku, přičemž známe pravděpodobnosti zisku a ztráty. Toto jsou objektivní kritéria, podle kterých se racionální jedinec řídí při rozhodování v prostředí rizika. Výzkumy ovšem odhalily, že existuje široká škála odchylek a jednotných vzorců chování, které nejsou v souladu s teorií maximalizace užitku. Lidé porovnávají zisky a rizika separátně a nevytváří souhrnný výsledek z chování. Mají tendenci nadhodnocovat nízké pravděpodobnosti a podhodnocovat vysoké pravděpodobnosti. Příkladem může být hra Petrohradský paradox.
Kahneman a Tversky navrhli prospektovou teorii, která vysvětluje tato pozorování a nabízí alternativní model.
Na základě studie bylo využíváno experimentů se zvířaty, při nichž se využívalo pavlovského podmiňování, tzn., že subjekt je před vlastním pokusem naučen, že při specifickém podnětu (konkrétně kupř. obrázek) po uplynutí konstantního času následuje odměna. Variacemi pravděpodobností výskytu odměny i její velikosti v závislosti na různých podnětech (obrázcích) lze vytvořit hru, v jejímž průběhu lze u plně-podmíněného subjektu, sledovat aktivaci neuronů v reakci na výskyt specifického podnětu, který predikuje konkrétní pravděpodobnost a velikost budoucí odměny. Při tomto experimentu lze objevit i proces vnímání rizika (při podnětu s pravděpodobností 50% je riziko nejvyšší a u podnětů s pravděpodobnostmi 0 a 100% nejnižší). Získané výsledky ukazují na existenci odlišné skupiny neuronů ve ventrálním tegmentu, jež reagují s kratším zpožděním na riziko. Toto zjištění bylo potvrzeno u lidí v jednoduché experimentální hře s kartami.

### Averze ke ztrátě
Člověk má při rozhodování silnou averzi k potenciální ztrátě. Náklady na ztrátu určité částky peněz jsou vyšší než užitek ze stejně vysoké získané částky. Jedna z otázek, která vyvstává při studiu averze ke ztrátě, je, zda je tento proces řízen jedním neurálním systémem, který přímo porovnává možnosti a vybírá si mezi nimi, nebo je zde vícero systémů, z nichž jeden je zodpovědný za promyšlená porovnávání mezi možnostmi a druhý je impulzivní a emocionální systém ovlivňován averzí k potenciální ztrátě.
Je-li ve hrách s vysokou očekávanou hodnotou u jedné z alternativ riziko významné ztráty, lidé se těchto her z důvodu iracionálního strachu ze ztráty neradi zúčastňují, což vede k predikci, že pacienti s poškozením amygdaly, orbitofrontální kůry a dalších oblastí podílejících se na zpracovávání emocí (pro přehled viz Dolan 2002) jsou ve hrách s pozitivní očekávanou hodnou zvýhodněni, jelikož averze k riziku se u nich neprojevuje či je redukovaná.
Averze ke ztrátě, resp. emoce strachu významně ovlivňují rozhodování i ve značně zjednodušeném a jednoznačném prostředí experimentální hry, což implikuje minimálně shodnou významnost emocí i v reálných rozhodovacích úlohách. Trepel a kol. (2005) zdůrazňují i významnost noradrenalinového systému (další z neurotransmiterů, upravuje úroveň vzrušivosti mozku především při úzkosti a stresu) během hodnocení ztráty.

### Mezičasové rozhodování
Mezičasové volby zahrnují analýzu nákladů a výnosů, jež jsou realizovány v jiných časových obdobích. Proto je nutné tyto hodnoty vztáhnout k současnosti. Klasická ekonomická analýza hovoří o časových preferencích a užitku ze statků získatelných v průběhu času k jednomu časovému okamžiku – tj. časového diskontování užitku. Protože je čas vzácný, při nutnosti odsunout uspokojení je zdržení vnímáno coby náklad a nezbytně dochází k poklesu intenzity uspokojení, proto hodnota získatelného potěšení nebo strasti během toku času klesá. Mechanismus klesání významnosti užitku je v převládajícím exponenciálním diskontním modelu (ED), jak jej navrhl Paul Samuelson, modelován coby funkce okamžitého užitku závislá na čase.
ED předpokládá, že lidé, kteří si cení více 100 Kč dnes, než 120 Kč zítra, budou stejně hodnotit 100 Kč za 100 dní a 120 Kč za 101 dní. V mnoha výzkumech jak s lidmi, tak i se zvířaty, bylo však prokázáno, že poslední část neplatí. Jako alternativa byl navržen model hyperbolického diskontování. V krátkých časových úsecích užitek klesá velmi rychle, kdežto v dlouhých časových obdobích už lidé nepociťují takový rozdíl. Proto si lidé zvolí raději 120 Kč za 101 dní a 100 Kč dnes.
Volba mezi okamžitou a budoucí odměnou je zprostředkovávána interakcí dvou mozkových částí. Limbický systém je vysoce aktivní při volbě okamžité odměny a spánkový lalok je stejně aktivní při jiných druzích voleb. Serotonin také hraje významnou roli v diskontování – omezení hladiny serotoninu zvyšuje budoucí diskontování, ale již neovlivňuje rozhodování při nejistotě.  Mezičasová volba je ale ovlivňována i hormony v mozku, například kortizolem. Nižší hladina kortizolu způsobuje větší impulsivitu v rozhodování. Nízkou hladinu kortizolu mají například drogově závislí, což by vysvětlovalo, proč budoucí výnosy hodnotí negativně a dají přednost okamžité odměně.

## Kritika neuroekonomie
Někteří ekonomové argumentují, že ekonomické hypotézy nemohou být falsifikovány na základě neurovědních dat, protože ekonomické modely netvoří žádné předpoklady týkající se mechanismů ovlivňující chování. Používají taková data, ve kterých jsou jasně projevené preference, a snaží se na základě těchto dat vytvářet predikce. Předpokládejme, že budeme mít hypotézu, která říká, že city a emoce, konkrétně smutek, mají vliv na naše rozhodování. Tato hypotéza se dá zkoumat neuroekonomickým modelem, ale je to zbytečné, protože nás zajímají pouze projevené preference, ale to, jaké mozkové části u toho byly aktivovány, už není relevantní, protože i bez toho dokážeme zkonstruovat model, který bude hovořit o vlivu určitých pocitů na rozhodování.
Obecně vzato se tedy dá říci, že používání dat, která nemají přímé dočinění s volbami, jako zpoždění reakce, mrkání a další neurální signály, které lidé produkují při rozhodování, by mělo být vyloučeno z ekonomické analýzy.